# Erich Rudorffer
Erich Rudorffer (Zwochau, 1 november 1917 - Bad Schwartau, 8 april 2016) was een Duits gevechtspiloot bij de Luftwaffe uit de Tweede Wereldoorlog. Met 224 overwinningen staat hij op de zevende plaats in de top 10 van meest succesvolle Duitse jachtpiloten.
Rudorffer vocht eerst tijdens de slag om Frankrijk waarbij hij vijftien vliegtuigen neerhaalde, daarna bij de slag om Engeland en vervolgens in Noord-Afrika. Vanaf 1943 ging hij met een Focke Wulf FW 190 vliegen boven het oostfront. Tegen het einde van de oorlog ging hij met een Messerschmitt Me 262 vliegen boven West-Europa. Hierbij schoot Rudorffer nog tien viermotorige bommenwerpers neer.
Rudorffer overleefde de oorlog en werd vlieginstructeur bij de moderne Duitse luchtmacht.

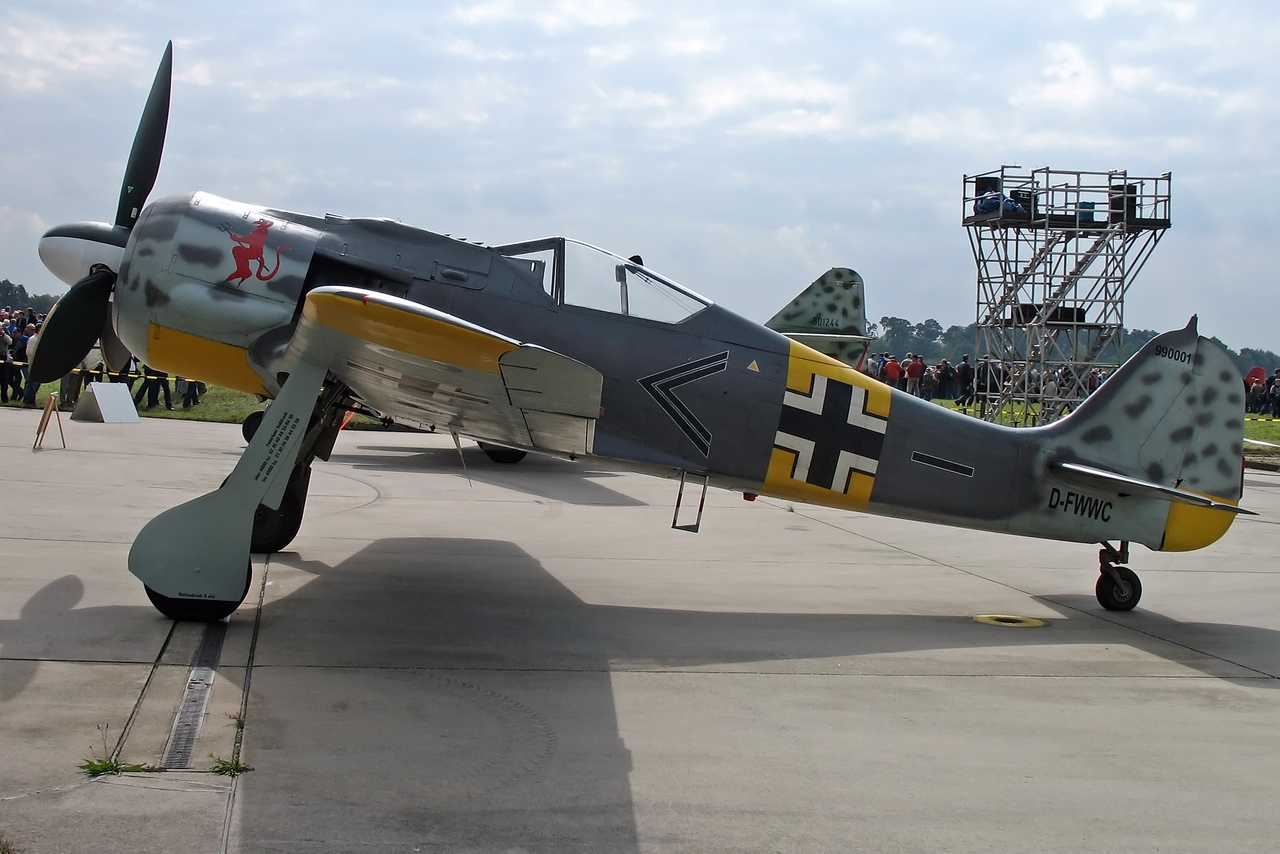
Fw 190 A8/N reproductie door Flug Werk GmbH Duitsland in de kleuren (minus de Swastika) en de markeringen van Major Erich Rudorffer's opgeplakt op een van de JG 54's Fw 190, toen gestationeerd in Immola, Finland.

## Militaire loopbaan
- Feldwebel: 1938[1]
- Oberfeldwebel: 1940[2][1]
- Leutnant: 2 oktober 1940:[2][1]
- Oberleutnant: 1941[2][1]
- Hauptmann: 1943[2][1]
- Major: 1943[2][1]

## Decoraties
- Ridderkruis van het IJzeren Kruis (nr.184) op 1 mei 1941 als Leutnant en piloot in het 6./JG 2 "Richthofen"[3][4][2]
- Ridderkruis van het IJzeren Kruis met Eikenloof (nr.447) op 11 april 1944 als Major en Gruppenkommandeur van de II./JG 54[5][6][4][2]
- Ridderkruis van het IJzeren Kruis met Eikenloof en Zwaarden (nr.126) op 26 januari 1945 als Major en Gruppenkommandeur van de II./JG 54[7][8][2]
- IJzeren Kruis 1e klasse op 28 juni 1940[9][2] en 22 mei 1940[9][2]
- Gewondeninsigne 1939 in zwart[2]
- Ehrenpokal für besondere Leistung im Luftkrieg op 20 oktober 1940[2]
- Gesp voor Gevechtsvluchten aan het Front voor jachtvliegers in goud met getal "1000"[2]
- Gezamenlijke Piloot-Observatiebadge[2]
- Orde van het Vrijheidskruis der Tweede Klasse[2]
- Anschlussmedaille[2][2]
- Duitse Kruis in goud op 9 december 1941 als Leutnant in de 2./JG 2[10][2]
- Hij werd eenmaal genoemd in het Wehrmachtsbericht. Dat gebeurde op:
- 30 oktober 1944[2]